# FK Kobra Charkov
FK Kobra Charkov (Oekraïens: ФК Кобра Харків) was een Oekraïense voetbalclub uit de stad Charkov.

## Geschiedenis
De club werd in 2002 opgericht door Oleksandr Hellstein als Helios Charkov en werd vernoemnd naar de Griekse zonnegod. Het team boekte snel vooruitgang in de regionale competitie en promoveerde in 2003 naar de Droeha Liha (3de klasse). In 2005 werd de club kampioen met 25 overwinningen op 28 wedstrijden. Sindsdien speelt de club onafgebroken in de Persja Liga. Na een aantal seizoenen in de middenmoot eindigde de club in 2016 en 2017 in de top vijf.
In augustus 2018 fuseerde de club met amateurclub Kobra Charkov en nam ook de naam van deze club over. 